# Märzengrund (Film)
Märzengrund ist ein österreichisch-deutscher Spielfilm von Adrian Goiginger aus dem Jahr 2022 mit Jakob Mader, Johannes Krisch, Gerti Drassl, Harald Windisch und Verena Altenberger. Das Drehbuch basiert auf dem gleichnamigen Theaterstück von Felix Mitterer, der neben Goiginger auch für das Drehbuch verantwortlich zeichnete.

## Handlung
Tirol, Ende der 1960er Jahre: Der junge Elias, der Sohn des reichsten Großbauern im Zillertal, ist ein guter Schüler, der bald den elterlichen Hof übernehmen soll. Die an ihn gestellten Anforderungen, die Erwartungshaltung und der Druck sind hoch, Elias versucht, die für ihn vorgesehene Rolle zu erfüllen. Er wird erwischt, wie er mit seiner Jugendliebe, der „Moid mit die Gamsaugen“, nackt im See badet. Vor allem seine Mutter lehnt die Beziehung zu der älteren Frau strikt ab. Der 18-Jährige leidet in der Folge an einer Depression, die ihn mehrere Wochen ans Bett fesselt.
Anschließend schickt ihn sein Vater zur weiteren Genesung auf das Almgebiet Märzengrund, um das sich Elias den Sommer über kümmern soll. Als allerdings am Ende des Sommers seine Familie kommt, um ihn abzuholen, lehnt Elias die Rückkehr zur Familie ab und zieht weiter hinauf in die Berge, bis weit über die Baumgrenze. Hier endlich findet Elias das, wonach er sich unten im Tal immer gesehnt hat: die bedingungslose persönliche Freiheit. Nach vierzig Jahren ist er durch eine schwere Krankheit gezwungen, in die Zivilisation zurückzukehren.

## Produktion und Hintergrund
Die Dreharbeiten fanden an 32 Drehtagen von April bis Dezember 2020 in Tirol statt. Drehorte waren unter anderem die Landwirtschaftliche Landeslehranstalt Rotholz, das Hafelekar, das Zillertal, der Hintersteiner See und Sellrain.
Produziert wurde der Film von der österreichischen Metafilm GmbH (Produzent Michael Cencig) und der WHee Film GmbH (Produzenten Isabelle Welter und Rupert Henning) in Koproduktion mit der deutschen It Media GmbH (Produzent Philipp Schall). Den Verleih übernahm Filmladen. Unterstützt wurde die Produktion vom Österreichischen Filminstitut, vom Filmfonds Wien, von Filmstandort Austria, von Cine Tirol und von der Medien- und Filmgesellschaft Baden-Württemberg. Beteiligt waren der Österreichische und der Südwestrundfunk sowie Arte.
Die Kamera führten Klemens Hufnagl und Paul Sprinz. Für den Ton zeichneten André Zacher verantwortlich, für das Kostümbild Monika Buttinger, für das Szenenbild Maria Gruber, für das Maskenbild Tim Scheidig  und für das Casting Angelika Kropej. Regisseur Adrian Goiginger arbeitete zuvor mit Schauspielerin Verena Altenberger für den Kinofilm Die beste aller Welten und die Dokumentation Virginia – Das ungelöste Rätsel der Salzburger Mafiabraut über Virginia Hill zusammen.

## Veröffentlichung
Premiere war am 7. April 2022 auf der Diagonale in Graz, eine weitere Aufführung erfolgte am Folgetag beim Film Festival Bozen.
Am Filmfest München wurde der Film ab dem 27. Juni 2022 in der Reihe Spotlight gezeigt. Im Juli 2022 wurde der Film im Rahmen der Salzburger Festspiele aufgeführt.
Der österreichische Kinostart war ursprünglich für den 25. März 2022 geplant und wurde auf den 19. August 2022 verschoben. In Deutschland ist der Film am 25. August 2022 in den Kinos angelaufen.
Im ORF wurde der Film am 30. Mai 2024 erstmals ausgestrahlt.

## Rezeption
Marian Wilhelm meinte in der Kleinen Zeitung, dass Adrian Goiginger mit diesem Film an den Erfolg von Die beste aller Welten nicht anknüpfen könne. Er habe alle Hände voll damit zu tun, die Kitsch-Gefahr zu bannen, die in Mitterers simpler Geschichte stecke. Die dynamische Leichtigkeit aus Goigingers Debüt blitze in Märzengrund trotz eines tollen Ensembles leider nur selten auf.
Matthias Greuling schrieb in der Wiener Zeitung, dass Adrian Goiginger sein Ensemble wunderbar stimmig besetzt hat, allen voran Gerti Drassl als gestrenge Mutter, der man für ihre Darstellung einen Preis wünsche. Optisch geize Märzengrund dank der Kamera von Klemens Hufnagl und Paul Sprinz nicht mit den Reizen karger Bergwelten und urtümlicher Lebensweise – es seien ganz große Kinobilder, die da aufgetischt werden. Zugleich aber sei die Epik der Bilder kurzgeschlossen mit der Innenwelt eines sehnsüchtigen Protagonisten, der sich die traurige Frage stellt: Wofür habe ich gelebt? Ein Meisterstück über Vergänglichkeit und Lebenssinn.
uncut.at befand, dass die Geschichte zwar simpel sei, aber dennoch über die gesamte Laufzeit durch die überzeugenden schauspielerischen Leistungen trage. Die langsame Erzählweise und die spektakulären Landschaftsaufnahmen der Tiroler Bergwelt würden die Zuschauer in den Bann ziehen. Einziger Kritikpunkt sei der dünne Stoff des Films, der als Kurzfilm – wenn auch nicht in dieser Intensität – auserzählt werden hätte können. Dennoch sei der Film ein sehenswerter Vertreter des Aussteiger-Kinos aus Österreich.
Michael Gasch vergab auf film-rezensionen.de sieben von zehn Punkten, das melancholische Drama lade das Publikum ein, über Grundsätzliches nachzudenken. Er verglich den Film mit The Tree of Life und meinte, dass wer Fan von Into the Wild oder beispielsweise auch Die Wand sei, der komme mit Märzengrund mit Sicherheit auf seine Kosten.
Ulrich Kriest schrieb auf Filmdienst.de, dass der Film unterschiedliche Zeitebenen und Erzählmotive zu einem ebenso physischen wie abstrakten Kinostück verschränke. Inmitten der eindrucksvoll fotografierten Bergwelt blieben die Figuren allerdings skizzenhaft und in ihren überkommenen Mustern gefangen.
Laut Film Austria bzw. Österreichischem Filminstitut war diese Produktion in Österreich mit Stichtag 12. Dezember 2022 unter den besucherstärksten österreichischen Filmen des Jahres 2022 mit 35.460 Kinogängern auf dem fünften Platz.

## Auszeichnungen und Nominierungen
Film Festival Bozen 2022
- Nominierung im Wettbewerb[23]
- Auszeichnung mit dem Preis des Landes Südtirol[24]

Thomas-Pluch-Drehbuchpreis 2022
- Nominierung für den Haupt- und Spezialpreis (Adrian Goiginger und Felix Mitterer)

Romyverleihung 2023
- Nominierung in der Kategorie Entdeckung männlich (Jakob Mader)[25]

Österreichischer Filmpreis 2023
- Nominierung in der Kategorie Beste weibliche Nebenrolle (Gerti Drassl)
- Nominierung in der Kategorie Beste männliche Nebenrolle (Harald Windisch)